# Doris Fuakumputu
Doris Fuakumputu, né le 18 avril 1984 à Kinshasa en République démocratique du Congo, est un footballeur congolais.
Cet attaquant est international congolais (1 sélection obtenue en 2008 : match amical contre le Gabon joué en France).